# Mount Kaplan
Mount Kaplan ist ein wuchtiger Berg in der antarktischen Ross Dependency. Er ist die höchste Erhebung der Hughes Range im Königin-Maud-Gebirge und ragt rund 5 km südöstlich des Mount Wexler auf. 
Entdeckt wurde er durch den US-amerikanischen Polarforscher Richard Evelyn Byrd während eines Erkundungfluges am 18. November 1929 im Rahmen seiner ersten Antarktisexpedition, der Byrd Antarctic Expedition (1928–1930). Erkundet wurde das Gebiet durch den Geophysiker Albert P. Crary (1911–1987) von 1957 bis 1958, der den Berg nach dem Physiker Joseph Kaplan (1902–1991) benannte, dem Vorsitzenden des US-Komitees zum Internationalen Geophysikalischen Jahr 1957–1958.